# Tidningen Sex
Tidningen Sex var en tidskrift som gavs ut mellan 2002 och 2007. Chefredaktör var Ika Johannesson. Tidningen innehöll enbart fråga-svar-intervjuer. Sex utnämndes till Årets Kulturtidskrift 2005.